# Tremedal
Tremedal este un oraș în statul Bahia (BA) din Brazilia.